# Шуйский, Василий Фёдорович Китай
Князь Василий Фёдорович Шуйский по прозвищу Китай (ум. 17 января 1496) — русский государственный и военный деятель, воевода и наместник во времена правления Ивана III Васильевича.
Из княжеского рода Шуйских. Единственный сын князя Фёдора Юрьевича Шуйского.

## Биография
Весной 1468 года, вместе с отцом, при жеребьёвке, по которой шесть «концов» Пскова делят между собой пригороды, вынимал жребии.
В 1470 году второй воевода в Пскове, где осенью, вместе с отцом, участвовал в польско-литовском съезде в местечке Березничи, близ границы.
В мае 1471 году по Государеву указу призывающим псковичей сложить с себя крестное целование Великому Новгороду и указывающее князю Василию Фёдоровичу идти из Пскова первым воеводой против бунтующих новгородцев, где в июле многих бунтовщиков побил или взял в плен. В августе этого же года упомянут воеводой пришедшим на реку Шелонь для соединение с войском возглавляемым Государём, где был приглашен в государеву ставку при погосте Коростынь, а после усмирения бунтующих и подписания мирного договора возвращается 15 августа в Псков.
В 1476 году исполнял поручения великого князя по делу о ссоре псковичей с наместником князем Ярославом Оболенским. Некоторое время был наместником в Торжке, сразу после падения новгородской независимости в 1480—1481 годах был наместником в Новгороде.
В 1481 году участвовал в удачном походе на Ливонию, где с другими воеводами, мстя за нападение магистра Ливонского ордена Бернгарда фон дер Борха на Изборск. В марте этого же года после сдачи Вильяд (Феллина) на протяжении 50 вёрст гнался за Орденмейстером города Вильян и захватил его обозы.
В 1487 году участвовал в походе на Казань в составе конной рати направленной на помощь ранее посланным воеводам.
В 1491 году Василий Фёдорович прибыл во Псков от великого князя Ивана III в качестве наместника. Прибыл он в тяжёлое время для всей земли, ибо от сотворения мира тогда шёл 6999 год, и по всей земле ходили слухи о скором конце света и втором пришествии Христа. Этим объясняется обилие упоминаний о различных природных знамениях. Вот, например, что пишет летописец про год приезда князя во Псков:
Въ лѣто 6999(1491). Бысть громъ въ зимѣ, мѣсяца генваря во 2 день. Того же лѣта прiѣхалъ князь Василей Ѳедоровичь отъ великого князя Ивана Васильевича во Псковъ княземъ, мѣсяца февраля въ 17, на Сборной недѣли; князь Семiонъ Романовичь выѣхалъ тоя же недѣли въ среду. Того же лѣта, мѣсяца маiя въ 8 день, бысть знаменiе въ солнцѣ, послѣ вечернiй.Первая Псковская летопись
В 1492 году был первым воеводой войск правой руки в походе к Сиверу.
Это настроение в народе никуда не исчезло даже после 7000 года, так что летопись пополнилась упоминаниями о новых чудесах природы и немалом количестве только выстроенных каменных церквей. Показателен в этом отношении 1493 год:
Въ лѣто 7001(1493). Бысть пожаръ мѣсяца iюня въ 7 день, погорѣ Снѣтная гора весь монастырь и церковь, храмъ святыя Богородица. Того же лѣта и того же мѣсяца бысть знаменiе от Солнца 4 луча, лучъ одинъ недалече от Солнца, а другой съ другой сторонѣ, а третей на зимнiй западъ, а четвёртый на лѣтней западъ; а всѣ тѣ лучи по край круговъ, а круга два, одинъ великъ, а другой малъ, а кругъ за кругъ занялся, и съ стороны круговъ дуга стояла. Того же лѣта церковь каменну совершиша святаго Георгiя на Болотѣ, въ Острой лавицы.Первая Псковская летопись
Князь в это время был первым воеводой Передового полка в походе из Пскова на Великое княжество литовское.
В следующем 1494 году во Пскове вдовым попам в очередной раз запретили священнодействовать и поставили церковь святого Георгия на Взвозе.
В 1495 году, сперва третий воевода псковских войск в походе на Финляндию, где сделал большие опустошения, а потом упомянут в походе на Выборг. В феврале этого же года новгородский архиепископ Геннадий посещает Псков, пробыв там 30 дней. Тогда же была поставлена церковь святого Варлаама на Запсковье. В этом же году в летописи отмечается недовольство Псковичей отказом священнослужителей от службы в войске.
Умер князь Василий Фёдорович в январе 1496 года в Великом Новгороде.

## Семья
От брака с неизвестной имел детей:
- Князь Шуйский Василий Васильевич Немой (ум. 1539) — воевода, опекун малолетнего Ивана IV, женат на родной внучке великого князя Ивана III Васильевича, дочери казанского царевича Кайдакула, в святом крещении Петра Ивановича — княжне Елене Петровне, тетка царя Ивана Грозного.
- Князь Шуйский Дмитрий Васильевич — боярин, упомянут в феврале 1500 года на свадьбе дочери великого князя Ивана III Васильевича — княжне Феодосии Ивановне и князя Холмского Василия Даниловича.
- Князь Шуйский Иван Васильевич (ум. 1546) — воевода и боярин.| Князья Шуйские, старшая ветвь                                                                                                                                                                                                                                                                                                                                                                                                                                                                                                                 | Князья Шуйские, старшая ветвь |
| --- | ----------------------------- |
| - Василий Кирдяпа - Юрий Васильевич - Федор Юрьевич - Василий Фёдорович Китай - Василий Васильевич Немой - Дмитрий Васильевич - Иван Дмитриевич Губка - Иван Васильевич - Пётр Иванович - Иван Петрович - Василий Юрьевич - Василий Васильевич Бледный - Иван Васильевич Скопа - Федор Иванович - Василий Федорович - Михаил Васильевич - Михаил Васильевич - Андрей Михайлович Честокол - Иван Андреевич - Андрей Иванович - Василий Иванович (IV) - Александр Иванович - Дмитрий Иванович - Иван Иванович Пуговка - Иван Михайлович Плетень |                               |